# Haematopota qilianshanensis
Haematopota qilianshanensis är en tvåvingeart som beskrevs av He, Liu och Xu 2008. Haematopota qilianshanensis ingår i släktet Haematopota och familjen bromsar. Inga underarter finns listade i Catalogue of Life.